# Pericoma
Pericoma es un género de insectos dípteros de la familia de los psicódidos. Este género ha sido un cajón de sastre donde se han incluido numerosas especies que presentaban los flagelómeros en forma de barril y que no se situaban claramente en otros géneros existentes. Numerosas especies neotropicales situadas originalmente en este género se han idos desplazando a nuevos géneros cuando esta fauna neotropical ha sido estudiada con más profundidad.

## Distribución geográfica
Se encuentra en Eurasia, América, Sudáfrica, Australia (el Territorio de la Capital Australiana, Victoria, Nueva Gales del Sur, Australia Meridional y Tasmania), Nueva Zelanda y Nueva Guinea.

## Especies
Este género contiene las siguientes especies:
- Pericoma acuminata  (Strobl, 1901)
- Pericoma affinis  (Krek, 1985)
- Pericoma agreste  (Quate & Quate, 1967)
- Pericoma alaeoensis  (Kaul, 1971)
- Pericoma alba  (Sara, 1952)
- Pericoma albipes  (Tonnoir, 1953)
- Pericoma albitarsis  (Banks, 1895)
- Pericoma albitarsis (Williston, 1896)
- Pericoma alfaroana  (Dyar, 1926)
- Pericoma alhambrana  (Vaillant, 1978)
- Pericoma alticola  (Vaillant, 1955)
- Pericoma americana  (Kincaid, 1901)
- Pericoma amplipenna  (Knab, 1914)
- Pericoma ancyla  (Quate, 1955)
- Pericoma anderssoni (Nielsen, 1965)
- Pericoma arvernica  (Vaillant, 1978)
- Pericoma aterrima  (Banks, 1914)
- Pericoma atlantica (Satchell, 1955)
- Pericoma attenuata  (Vaillant, 1978)
- Pericoma balcanica  (Krek, 1985)
- Pericoma bancrofti  (Tonnoir, 1920)
- Pericoma barbarica  (Vaillant, 1955)
- Pericoma barbata  (Satchell, 1954)
- Pericoma barremica  (Vaillant & Withers, 1993)
- Pericoma bavarica  (Wagner, 1981)
- Pericoma becharreense  (Wagner, 1980)
- Pericoma bifalcata  (Satchell, 1950)
- Pericoma bilobata  (Satchell, 1954)
- Pericoma bipunctata  (Kincaid, 1899)
- Pericoma biramus  (Quate, 1955)
- Pericoma blandula  (Eaton, 1893)
- Pericoma bosnica  (Krek, 1967)
- Pericoma brasilensis  (Duckhouse, 1968)
- Pericoma bunae  (Krek, 1979)
- Pericoma busckana  (Dyar, 1926)
- Pericoma calcifera  (Vaillant & Withers, 1993)
- Pericoma calcilega  (Feuerborn, 1923)
- Pericoma californica  (Kincaid, 1901)
- Pericoma carolina  (Banks, 1931)
- Pericoma chilensis  (Tonnoir, 1929)
- Pericoma chlifasica  (Vaillant & Moubayed, 1987)
- Pericoma clarkei  (Satchell, 1954)
- Pericoma claviatum  (Satchell, 1950)
- Pericoma coei  (Vaillant, 1965)
- Pericoma complexa  (Quate, 1955)
- Pericoma complicata  (Tonnoir, 1929)
- Pericoma confusa  (Satchell, 1953)
- Pericoma consigilana  (Sara, 1953)
- Pericoma contigua  (Tonnoir, 1929)
- Pericoma coracina  (Duckhouse, 1966)
- Pericoma corsicana  (Vaillant, 1955)
- Pericoma crenophila  (Wagner & Schrankel, 2005)
- Pericoma deceptrix  (Quate & Brown, 2004)
- Pericoma decoricornis  (Tokunaga, 1961)
- Pericoma denticulatistylata  (Tokunaga & Kyoto, 1956)
- Pericoma diffusa  (Satchell, 1954)
- Pericoma diversa  (Tonnoir, 1919)
- Pericoma dlabolai  (Jezek, 1990)
- Pericoma drepanatum  (Satchell, 1950)
- Pericoma drepanopenis  (Duckhouse, 1975)
- Pericoma edwardsi  (Tonnoir, 1929)
- Pericoma egeica  (Vaillant, 1979)
- Pericoma equalis  (Tonnoir, 1934)
- Pericoma exquista  (Eaton, 1893)
- Pericoma fallax  (Eaton, 1893)
- Pericoma fenestrata  (Tonnoir, 1929)
- Pericoma fluviatilis  (Dyar, 1926)
- Pericoma formosa  (Nielsen, 1964)
- Pericoma funebris  (Hutton, 1902)
- Pericoma gourlayi  (Satchell, 1950)
- Pericoma grabhamana  (Dyar, 1926)
- Pericoma gracecica  (Vaillant, 1978)
- Pericoma graecica  (Vaillant, 1978)
- Pericoma granadica  (Vaillant, 1978)
- Pericoma hakkariae  (Wagner, 1986)
- Pericoma hamtensis  (Kaul, 1971)
- Pericoma hansoni  (Quate, 1996)
- Pericoma hespenheidei  (Quate, 1996)
- Pericoma hiera  (Quate, 1955)
- Pericoma hygropetrica  (Wagner, 1993)
- Pericoma illustrata  (Tonnoir, 1953)
- Pericoma improvisa  (Wagner & Baez, 1993)
- Pericoma incompleta  (Knab, 1914)
- Pericoma incrustans  (Vaillant, 1978)
- Pericoma inornata  (Tonnoir, 1929)
- Pericoma insularis  (Wagner & Salamanna, 1984)
- Pericoma intricatoria  (Tonnoir, 1953)
- Pericoma isabellae  (Wagner, 2005)
- Pericoma kabulica  (Wagner, 1979)
- Pericoma kariana  (Vaillant, 1978)
- Pericoma kugleri  (Wagner, 1984)
- Pericoma lassenicalassenica  (Quate, 1955)
- Pericoma latina  (Sara, 1954)
- Pericoma limicola  (Vaillant, 1961)
- Pericoma litanica  (Vaillant & Moubayed, 1987)
- Pericoma ljubiliensis  (Krek, 1967)
- Pericoma lobisternum  (Satchell, 1950)
- Pericoma longicellata  (Tokunaga & Komyo, 1956)
- Pericoma longipennis  (Kaul, 1971)
- Pericoma ludificata  (Quate, 1955)
- Pericoma maculosa  (Wagner, 1979)
- Pericoma marginalis  (Banks, 1894)
- Pericoma margininotata  (Brunetti, 1908)
- Pericoma maroccana  (Vaillant, 1955)
- Pericoma maurum  (Satchell, 1950)
- Pericoma melanderi  (Quate, 1955)
- Pericoma metatarsalis  (Brunetti, 1911)
- Pericoma mixta  (Brunetti, 1911)
- Pericoma modesta  (Tonnoir, 1922)
- Pericoma mollis (Satchell, 1955)
- Pericoma motasi  (Vaillant, 1978)
- Pericoma multimaculata  (Satchell, 1950)
- Pericoma nemorosa  (Duckhouse, 1966)
- Pericoma neoblandula  (Duckhouse, 1962)
- Pericoma nigricauda  (Tonnoir, 1919)
- Pericoma nigropunctata  (Schiner, 1868)
- Pericoma niveopunctata  (Tonnoir, 1929)
- Pericoma notata  (Duckhouse, 1966)
- Pericoma orientalis  (Wagner, 1986)
- Pericoma ottwayensis  (Duckhouse, 1966)
- Pericoma paghmanica  (Wagner, 1979)
- Pericoma pallida  (Vaillant, 1978)
- Pericoma pallidula  (Tonnoir, 1929)
- Pericoma pannonica  (Szabo, 1960)
- Pericoma peregrinum  (Quate & Quate, 1967)
- Pericoma pictipennis  (Tonnoir, 1920)
- Pericoma pingarestica  (Vaillant, 1978)
- Pericoma platystyla  (Wagner, 1986)
- Pericoma pseudoalbipes  (Satchell, 1953)
- Pericoma pseudocalcilega  (Krek, 1972)
- Pericoma pseudoexquisita  (Tonnoir, 1940)
- Pericoma punctulatum  (Tonnoir, 1953)
- Pericoma pyramidon  (Quate & Brown, 2004)
- Pericoma remulum (Quate & Brown, 2004)
- Pericoma restonicana  (Vaillant, 1978)
- Pericoma reticulatipennis  (Tokunaga & Komyo, 1956)
- Pericoma rivularis (Berden, 1954)
- Pericoma rotundipennis  (Tonnoir, 1953)
- Pericoma salfii (Sara, 1951)
- Pericoma sasakawai (Tokunaga & Komyo, 1955)
- Pericoma satchell (Duckhouse, 1966)
- Pericoma schumanni (Jezek, 1994)
- Pericoma scotiae (Curran, 1924)
- Pericoma segregata (Vaillant, 1978)
- Pericoma serratipenis (Satchell, 1950)
- Pericoma servadeii  (Salamanna, 1982)
- Pericoma shikokuensis  (Tokunaga & Komyo, 1955)
- Pericoma sicula  (Quate, 1955)
- Pericoma signata  (Banks, 1901)
- Pericoma simplex  (Tonnoir, 1929)
- Pericoma simulata  (Duckhouse, 1966)
- Pericoma singularis  (Quate, 1962)
- Pericoma sinica  (Wagner, 2003)
- Pericoma sitchana  (Kincaid, 1899)
- Pericoma slossonae  (Williston, 1893)
- Pericoma solangensis  (Kaul, 1971)
- Pericoma soleata (Haliday, 1856)
- Pericoma solitaria  (Wagner & Salamanna, 1984)
- Pericoma solitarium  (Satchell, 1954)
- Pericoma spiralifera  (Satchell, 1950)
- Pericoma squamitarsis  (Tonnoir, 1929)
- Pericoma steffani  (Quate & Quate, 1967)
- Pericoma stuckenbergi  (Duckhouse, 1975)
- Pericoma subillustrata  (Tonnoir, 1953)
- Pericoma symphylia  (Quate, 1999)
- Pericoma tasmaniae  (Tonnoir, 1953)
- Pericoma tatrica  (Szabo, 1960)
- Pericoma taurica  (Jezek, 1990)
- Pericoma tenerifensis  (Satchell, 1955)
- Pericoma tenuistylis  (Vaillant, 1978)
- Pericoma tienshanensis  (Jezek, 1994)
- Pericoma tonnoiri  (Vaillant, 1978)
- Pericoma tricolor  (Knab, 1914)
- Pericoma trifasciata  (Meigen, 1818)
- Pericoma triuncinatum  (Satchell, 1950)
- Pericoma truncata  (Kincaid, 1899)
- Pericoma uniformatum  (Tonnoir, 1953)
- Pericoma usingeri  (Quate, 1955)
- Pericoma vestita  (Vaillant & Withers, 1993)
- Pericoma viduata  (Tonnoir, 1929)
- Pericoma viperina  (Vaillant, 1961)
- Pericoma volpina  (Vaillant, 1978)
- Pericoma zumbadoi  (Quate, 1996)[7][8][9][10][11][12][4]